# Georg Erlacher
Georg Erlacher (* 30. Januar 1959 in Klagenfurt) ist ein österreichischer Manager.

## Karriere
Erlacher wuchs in einer Bauernfamilie in Kärnten auf und besuchte das Holztechnikum Kuchl, an dem er auch die Matura ablegte. Anschließend studierte er Forstwirtschaft an der Universität für Bodenkultur in Wien und war dort nach der Promotion im Jahr 1990 als Assistent am Institut für Forsttechnik tätig. Erlacher wechselte 1991 in die holzverarbeitende Industrie und war unter anderem Vorstandsdirektor der Schweighofer-Gruppe, wo er bereits während seines Studiums als Schichtführer gearbeitet hatte; ab 1999 war er Mitteleuropa-Manager und Produktionsleiter bei Stora Enso Timber. Nebenberuflich war er bis 1995 Lehrbeauftragter an der Universität für Bodenkultur.
2001 wurde er als Nachfolger von Richard Ramsauer in den Vorstand der Österreichischen Bundesforste AG (ÖBf AG) berufen. Er war neben seiner Funktion als Sprecher des Vorstands auch für die Geschäftsbereiche Forstwirtschaft und Naturschutz verantwortlich. Erlachers Funktionsperiode bei der ÖBf AG endete mit 31. März 2015.
Parallel zu seiner Vorstandsfunktion bei der Österreichischen Bundesforste AG war Erlacher im Vorstand der Schweighofer Privatstiftung. Mit April 2015 stieg Erlacher wieder ins operative Management der Schweighofer Gruppe ein und übernahm die Agenden Forst, Energie, Personal, Kommunikation sowie Beteiligungen des seit 2015 mit schwerer Kritik im Zusammenhang mit illegaler Abholzung von rumänischen Urwäldern konfrontierten Unternehmens.